# De Muyzerd

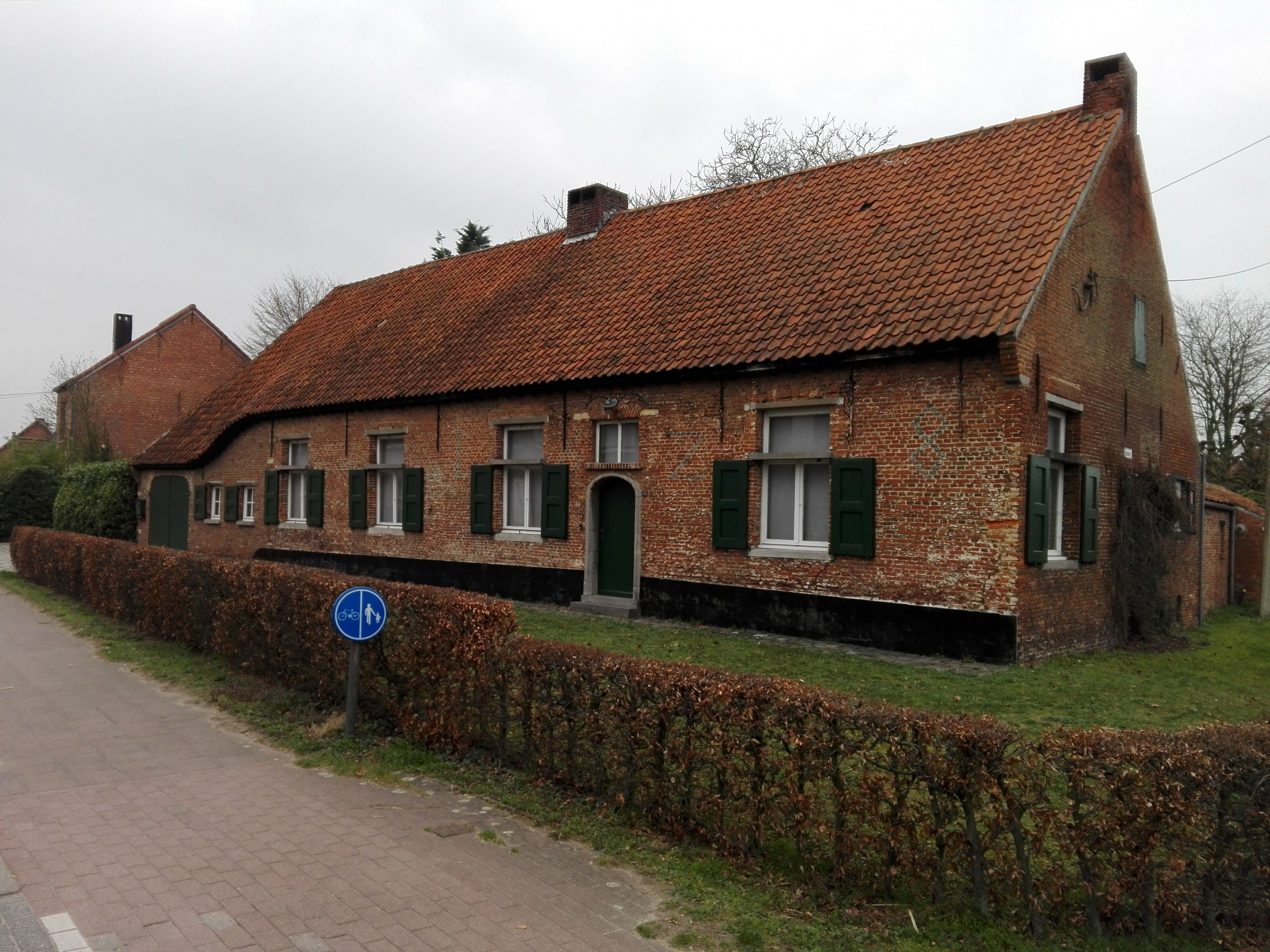
De Muyzerd in Tielen (2019)

De Muyzerd is een historisch gebouw in Tielen in de provincie Antwerpen. De Muyzerd (de Brombeer in plaatselijk dialect) is een gebouw uit 1688 dat vroeger dienst deed als afspanning. Een afspanning was een plaats waar bezoekers hun paarden konden afspannen en konden overnachten in de herberg.